# IC 1438
IC 1438 ist eine Balken-Spiralgalaxie vom Hubble-Typ SBa im Sternbild Aquarius auf der Ekliptik. Sie ist schätzungsweise 119 Millionen Lichtjahre von der Milchstraße entfernt.
Das Objekt wurde am 20. Juli 1892 von Stéphane Javelle entdeckt.